# Акколь (Джангельдинський район)
Акко́ль (каз. Ақкөл) — село у складі Джангельдинського району Костанайської області Казахстану. Адміністративний центр та єдиний населений пункт Аккольської сільської адміністрації.
До 2008 року село називалося Збан.
Населення — 461 особа (2021; 608 у 2009, 677 у 1999, 699 у 1989).